# Івано-Копине
Івано-Копине — роз'їзд Херсонської дирекції залізничних перевезеньОдеської залізниці на лінії Снігурівка — Федорівка.
Розташований в селі Івано-Кепине Миколаївської області між залізничною станцією Снігурівка та зупинним пунктом Вітрове
На станції зупиняються приміські та поїзди дальнього сполучення.